# Sporetus colobotheides
Sporetus colobotheides là một loài bọ cánh cứng trong họ Cerambycidae.